# Jetisu FK Taldıqorğan
Jetisu FK Taldıqorğan (Kazachs: Жетісу ФК Талдықорған) is een voetbalclub uit Taldıqorğan in Kazachstan.
De club werd in 1981 opgericht als FK Zjetysoe Taldy-Kurgan (Russisch ФК Жетысу Талды-Курган); tot de val van de Sovjet-Unie speelde de club van 1981 t/m 1984 en 1986 t/m 1991 tien seizoenen lang in de competitie van de Kazachse SSR, op dat moment het derde niveau in de USSR, maar wist daarin geen vermeldenswaardige successen te boeken.
Na de onafhankelijkheid van Kazachstan in 1991 neemt de club onder de Kazachse naam Jetisu FK Taldıqorğan deel aan de Premjer-Liga, het hoogste voetbalniveau van het land. In 1993 verandert de club haar naam in Taldıqorğan FK (Kazachs Талдықорған ФК), maar een jaar later noemt ze zich Qaynar FK Taldıqorğan (Kazachs Қайнар ФК Талдықорған); in 1998 wordt de naam dan Jetisu-Promservice FK Taldıqorğan (Kazachs Жетісу-Promservice ФК Талдықорған, inderdaad: gedeeltelijk met Latijnse letters), maar in 1999 wordt de oude naam in ere hersteld: Jetisu FK Taldıqorğan. Tot 2006 blijft de club op en neer pendelen tussen Premjer-Liga en Pervoj-Liga: vier degradaties en evenzovele promoties, maar vanaf 2007 lijkt er een opgaande lijn zichtbaar: in 2011 wordt het kampioenschap op een paar punten na gemist; maar in 2012 zakt de ploeg ver weg en blijft ze alleen op doelsaldo op het hoogste niveau. In 2016 degradeerde de club maar promoveerde in 2017 als kampioen direct weer terug.

## Tweede elftal
Het tweede elftal speelde in 2004, 2005 en 2007 in de Kazachse Eerste Divisie onder de naam Jetisu-2 FK Taldıqorğan; in 2006 was het eerste elftal actief in de Eerste Divisie, zodat het tweede elftal tijdelijk een trapje lager moest spelen.

## Erelijst
- Kampioen van de Pervoj-Liga

2006, 2017

## Historie in dePremjer-Liga
| Jaar | Competitie     | Prestatie                                                                           | (Naam)                            |
| ---- | -------------- | ----------------------------------------------------------------------------------- | --------------------------------- |
| 1992 | Topdivisie     | 11de plaats in voorrondegroep B, 21ste (7de) in de degradatiegroep                  |                                   |
| 1993 | Topdivisie     | 13de plaats in voorrondegroep B, 25ste (13de) in de degradatiegroep en gedegradeerd | Taldıqorğan FK                    |
| 1994 | Topdivisie     |                                                                                     |                                   |
| 1995 | Topdivisie     | 6de plaats in de competitie                                                         | Qaynar FK Taldıqorğan             |
| 1996 | Topdivisie     | 9de plaats in de competitie en om financiële redenen teruggetrokken                 | Qaynar FK Taldıqorğan             |
| 1997 | Topdivisie     |                                                                                     |                                   |
| 1998 | Topdivisie     |                                                                                     | Jetisu-Promservice FK Taldıqorğan |
| 1999 | Topdivisie     | 15de plaats in de competitie                                                        | Jetisu FK Taldıqorğan             |
| 2000 | Topdivisie     | 14de plaats in de competitie                                                        |                                   |
| 2001 | Topdivisie     | 14de plaats in de competitie en gedegradeerd                                        |                                   |
| 2002 | Superliga      |                                                                                     |                                   |
| 2003 | Superliga      | 8ste plaats in de competitie                                                        |                                   |
| 2004 | Superliga      | 13de plaats in de competitie                                                        |                                   |
| 2005 | Superliga      | 15de plaats in de competitie en gedegradeerd                                        |                                   |
| 2006 | Superliga      |                                                                                     |                                   |
| 2007 | Superliga      | 5de plaats in de competitie                                                         |                                   |
| 2008 | Premjer-Liga   | 6de plaats in de competitie                                                         |                                   |
| 2009 | Premjer-Liga   | 5de plaats in de competitie                                                         |                                   |
| 2010 | Premjer-Liga   | 7de plaats in de voorronde, 7de (1ste) plaats in de degradatiegroep                 |                                   |
| 2011 | Premjer-Liga   | 1ste plaats in de voorronde, 2de plaats in de kampioensgroep                        |                                   |
| 2012 | Premjer-Liga   | 12de plaats in de competitie                                                        |                                   |
| 2013 | Premjer-Liga   | 10e plaats in de voorronde, 3e plaats in de degradatiegroep                         |                                   |
| 2014 | Premjer-Liga   | 7e plaats in de voorronde, 4e plaats in de degradatiegroep                          |                                   |
| 2015 | Premjer-Liga   | 11e plaats in de voorronde, 5e plaats in de degradatiegroep                         | Wint play-off met 1-0 van Vostok  |
| 2016 | Premjer-Liga   | 9e plaats in de voorronde, 6e plaats in de degradatiegroep en gedegradeerd          |                                   |
| 2017 | Birinşi lïgası | 1e plaats en gepromoveerd                                                           |                                   |
| 2018 | Premjer-Liga   | 6e plaats                                                                           |                                   |
| 2019 | Premjer-Liga   | 5e plaats                                                                           |                                   |

## Naamsveranderingen
Alle naamswijzigingen van de club op een rijtje:
| Jaar (Datum) | Nieuwe naam (Russisch: Nederlandse transcriptie) (Kazachs: Qaydar-transcriptie) | Nieuwe Russische naam (t/m 1991) | Nieuwe Kazachse naam (vanaf 1992) |
| ------------ | ------------------------------------------------------------------------------- | -------------------------------- | --------------------------------- |
| 1981         | FK Zjetysoe Taldy-Koergan                                                       | ФК Жетысу Талды-Курган           |                                   |
| 1992         | Jetisu FK Taldıqorğan                                                           |                                  | Жетісу ФК Талдықорған             |
| 1993         | Taldıqorğan FK                                                                  |                                  | Талдықорған ФК                    |
| 1994         | Qaynar FK Taldıqorğan                                                           |                                  | Қайнар ФК Талдықорған             |
| 1998         | Jetisu-Promservice FK Taldıqorğan                                               |                                  | Жетісу-Promservice ФК Талдықорған |
| 1999         | Jetisu FK Taldıqorğan                                                           |                                  | Жетісу ФК Талдықорған             |

## Jetisu FK Taldıqorğan in Europa
#Q = #kwalificatieronde, #R = #ronde, T/U = Thuis/Uit, W = Wedstrijd, PUC = punten UEFA-coëfficiënten .
Uitslagen vanuit gezichtspunt Jetisu FK Taldıqorğan
| Seizoen | Competitie    | Ronde | Land               | Club            | Totaalscore | 1e W    | 2e W    | PUC |
| ------- | ------------- | ----- | ------------------ | --------------- | ----------- | ------- | ------- | --- |
| 2008    | Intertoto Cup | 1R    | Vlag van Hongarije | Honvéd Budapest | 3-6         | 1-2 (T) | 2-4 (U) | 0.0 |
| 2012/13 | Europa League | 1Q    | Vlag van Polen     | Lech Poznań     | 1-3         | 0-2 (U) | 1-1 (T) | 0.5 |

Zie ook
- Deelnemers UEFA-toernooien Kazachstan
- Ranglijst van alle clubs die in de diverse Europa Cups zijn uitgekomen

## Bekende (oud-)spelers
- Ulugʻbek Baqoyev
- Azat Nurgalijev
- Serghei Pogreban

Aqtöbe ·
Astana ·
Atıraw ·
Elimai ·
Jeńis ·
Jetisu FK Taldıqorğan ·
Kairat ·
Oqjetpes FK Kökşetaw ·
Ordabası ·
Qaysar FK Qızılorda ·
Qyzyl-Jar ·
Tobyl ·
Turan FK ·
Ulıtaw FK Jezqazğan